# Coivert
Coivert és un municipi francès situat al departament del Charente Marítim i a la regió de la Nova Aquitània. L'any 2007 tenia 232 habitants.

## Demografia

### Població
El 2007 la població de fet de Coivert era de 232 persones. Hi havia 101 famílies de les quals 32 eren unipersonals (12 homes vivint sols i 20 dones vivint soles), 45 parelles sense fills i 24 parelles amb fills.
La població ha evolucionat segons el següent gràfic:
Habitants censats

### Habitatges
El 2007 hi havia 150 habitatges, 106 eren l'habitatge principal de la família, 35 eren segones residències i 9 estaven desocupats. Tots els 149 habitatges eren cases. Dels 106 habitatges principals, 84 estaven ocupats pels seus propietaris, 21 estaven llogats i ocupats pels llogaters i 1 estava cedit a títol gratuït; 1 tenia una cambra, 8 en tenien dues, 11 en tenien tres, 30 en tenien quatre i 56 en tenien cinc o més. 74 habitatges disposaven pel capbaix d'una plaça de pàrquing. A 48 habitatges hi havia un automòbil i a 45 n'hi havia dos o més.

### Piràmide de població
La piràmide de població per edats i sexe el 2009 era:
| Homes | Edats   | Dones |
| ----- | ------- | ----- |
| 0     | 95 o +  | 0     |
| 4     | 90 a 94 | 0     |
| 0     | 85 a 89 | 0     |
| 0     | 80 a 84 | 0     |
| 4     | 75 a 79 | 12    |
| 20    | 70 a 74 | 12    |
| 8     | 65 a 69 | 4     |
| 8     | 60 a 64 | 4     |
| 12    | 55 a 59 | 0     |
| 0     | 50 a 54 | 16    |
| 4     | 45 a 49 | 4     |
| 8     | 40 a 44 | 4     |
| 12    | 35 a 39 | 12    |
| 16    | 30 a 34 | 8     |
| 0     | 25 a 29 | 4     |
| 12    | 20 a 24 | 4     |
| 4     | 15 a 19 | 4     |
| 0     | 10 a 14 | 16    |
| 0     | 5 a 9   | 4     |
| 0     | 0 a 4   | 4     |

## Economia
El 2007 la població en edat de treballar era de 139 persones, 106 eren actives i 33 eren inactives. De les 106 persones actives 90 estaven ocupades (48 homes i 42 dones) i 16 estaven aturades (10 homes i 6 dones). De les 33 persones inactives 17 estaven jubilades, 4 estaven estudiant i 12 estaven classificades com a «altres inactius».

### Ingressos
El 2009 a Coivert hi havia 107 unitats fiscals que integraven 236 persones, la mediana anual d'ingressos fiscals per persona era de 15.443 €.

### Activitats econòmiques
Dels 5 establiments que hi havia el 2007, 1 era d'una empresa de fabricació d'altres productes industrials, 1 d'una empresa de construcció, 2 d'empreses de comerç i reparació d'automòbils i 1 d'una empresa de serveis.
L'únic servei als particulars que hi havia el 2009 era un paleta.
L'any 2000 a Coivert hi havia 20 explotacions agrícoles que ocupaven un total de 1.708 hectàrees.

## Poblacions més properes
El següent diagrama mostra les poblacions més properes.